# Balogh Milán
Balogh Milán (Békéscsaba, 1994. január 16. –) magyar labdarúgó, jelenleg a Várfürdő-Gyulai Termál FC játékosa.